# Dioclès de Magnésie
Dioclès de Magnésie (grec moderne : Διοκλῆς ὁ Μάγνης) est un auteur grec de l'antiquité né à Magnésie du Sipyle, qui vécut probablement au deuxième ou au premier siècle avant J.C.. Il est l'auteur des ouvrages Ἐπιδρομὴ τῶν φιλοσόφων (Répertoire cursif des philosophes) et Περὶ βίων φιλοσόφων (Des vies des philosophes), tous deux sources importantes de Diogène Laërce sur les vies et les opinions des philosophes, surtout sur les écoles Cyniques et Stoïcienne. Rien d'autre n'est connu de sa vie et de son œuvre.